# Ancistrothyrsus hirtellus
Ancistrothyrsus hirtellus är en passionsblomsväxtart som beskrevs av Alwyn Howard Gentry. Ancistrothyrsus hirtellus ingår i släktet Ancistrothyrsus och familjen passionsblomsväxter. Inga underarter finns listade i Catalogue of Life.